# Cmentarz ewangelicki w Węglewskich Holendrach
Cmentarz ewangelicki w Węglewskich Holendrach – nieczynny cmentarz ewangelicko-augsburski (parafia w Koninie) zlokalizowany we wsi Węglewskie Holendry (powiat koniński, województwo wielkopolskie).

## Historia
Nekropolia leży na piaszczystej wydmie, w lesie, pośród rozlewisk Warty. Ma powierzchnię 0,47 ha. Powstał w pierwszej połowie XIX wieku (sama wieś została założona w 1767) i służył zarówno Węglewskim, jak i nieistniejącym już Sławskim Holendrom.

## Nagrobki
Najstarszy nagrobek jest datowany na rok 1868 (Christian Henning, ur. 1810). Na cmentarzu dominują betonowe pomniki z końca XIX wieku i z lat 20. XX wieku. Część wykonana jest z lastriko – głównie te z czasów bezpośrednio przez i z okresu II wojny światowej. Najciekawszą formą charakteryzują się groby:
- Friedrike Müncha (kamień polny, gotyckie napisy),
- Anny Hedwig Steinke (ur. 1915, zm. w Warszawie w 1942),
- Wilhelmine Fierle (zm. 1934),
- nauczyciela Bachmanna,
- Adeli i Ottona Milbradt (właścicieli terenu, na którym położony jest cmentarz),
- Elli Penno i jej pięciorga dzieci[1].

Do lat 60. XX wieku na terenie nekropolii stała kaplica cmentarna.